# موموتومبو
موموتومبو (به اسپانیایی: Momotombo) آتشفشان چینه‌ای جوانی به ارتفاع ۱۲۹۷ متر است که در شمال غربی کرانه‌های دریاچه ماناگوآ در نیکاراگوآ قرار دارد. این آتشفشان در حدود ۴٬۵۰۰ سال پیش در منتهی‌الیه جنوب شرقی رشته‌کوه مارابیوس شروع به شکل‌گیری نمود و در طول حیاتش، مجموعه‌ای از فوران‌های استرومبولی و گهگاه فعالیت‌های انفجاری شدیدتر را از خود بروز داده‌است. دهانهٔ این آتشفشان ۲۵۰ متر طول و ۱۵۰ متر عرض دارد.
فوران شدید موموتومبو در سال ۱۶۰۹ میلادی  باعث شد تا ساکنین شهر مستعمره‌نشین لئون (لئون ویخو یا لئون قدیم)، تصمیم به جابجایی شهر خود از کوهپایه‌های آتشفشان گرفته و شهر جدید را در فاصلهٔ ۳۰ کیلومتری از غرب موموتومبو بنا کنند. آخرین فوران این کوه در سال ۱۹۰۵ روی داد که در طی آن، جریان گدازهٔ ایجادشده مسیری از قله تا پایین‌دست قاعدهٔ شمال غربی کوه را درنوردید. همچنین تنوره سیاه‌رنگ کوچکی پس از زمین‌لرزهٔ ۱۰ آوریل ۱۹۹۶ در بالای دهانهٔ آتشفشان دیده‌شد اما بررسی‌های بعدی، تغییر خاصی را در دهانهٔ موموتومبو نشان نداد.
یک میدان عظیم زمین‌گرمایی در دامنه‌های جنوبی آتشفشان وجود دارد و نیروگاهی زمین‌گرمایی نیز در پای کوه ساخته‌شده تا به تولید انرژی از گرمای آتشفشان بپردازد.